# SoftBank 830P
SoftBank 830P（ソフトバンク はち さん ぜろ ピー）は、パナソニック モバイルコミュニケーションズによって開発された、ソフトバンクモバイルの第三世代携帯電話 (SoftBank 3G) 端末である。ここでは、そのマイナーチェンジモデルである、SoftBank 831P（ソフトバンク はち さん いち ピー）についても述べる。

## 特徴
820Pの後継機種。シンプルなデザインと操作が特徴。10個のワンタッチ機能を搭載し、分かりやすい操作を実現している。機能やコンセプトは、同社のNTTドコモ向け端末、P706ieに近い。ただし、P706ieにはワンセグとFeliCa機能があるが、こちらにはなく、逆にP706ieにはないGSMローミング機能があるのが大きく異なる点である。
カメラを使って虫眼鏡のように文字などを拡大してみることができる機能を搭載。
同社のソフトバンクモバイルの端末としては珍しく、Bluetoothには非対応である。
またS!ミュージックコネクト(Windows Media Audio)・SD-Audioには非対応となっている。
またUIは920P以降のパナソニック製ワンセグ搭載機種のUIとは異なり、822P以前のUIを採用している。
831Pは、830Pにワンセグを付け、ワンタッチ機能を10個から12個に増やし、デザインを小変更した、追加モデルである。

## 主な機能・サービス
| 主な対応サービス         | 主な対応サービス | 主な対応サービス     | 主な対応サービス |
| ------------------------ | ---------------- | -------------------- | ---------------- |
| S!一斉トーク             | S!ともだち状況   | Yahoo!mocoa          |                  |
| S!ループ                 | S!タウン         | S!速報ニュース       |                  |
| PCサイトブラウザ         | 電子コミック     | S!アプリ             |                  |
| 着うたフル／着うた       | デコレメール     | S!電話帳バックアップ |                  |
| S!FeliCa                 |                  | S!GPSナビ            |                  |
| コンテンツおすすめメール | TVコール         | 世界対応ケータイ     |                  |
| ワンセグ（831Pのみ）     | 3G ハイスピード  | S!おなじみ操作       |                  |

## 歴史
- 2008年10月30日 - ソフトバンクモバイルより830P発表
- 2008年11月1日 - 830P発売開始
- 2009年1月29日 - ソフトバンクモバイルより831P発表
- 2009年2月27日 - 831P発売開始

## アップデート履歴
- 2009年1月28日以下の不具合を修正するソフトウェアの更新がなされた。(830P)
  - 通話中、稀に電波の弱いところにおいて音声が聞き取りづらくなる、あるいは通話が切断されることがある。
- 2009年2月3日以下の不具合を修正するソフトウェアの更新がなされた。(830P)
  - おためしS！速報ニュースが正常に更新できない場合がある
  - 通話中、稀に電波の弱いところにおいて音声が聞き取りづらくなる、あるいは通話が切断されることがある
- 2009年5月26日以下の不具合を修正するソフトウェアの更新がなされた。(831Pは翌日の27日から)
  - 全般的な通話品質の向上
- 2011年2月28日以下の不具合を修正するソフトウェアの更新がなされた。
  - まれに音声発信ができないことがある
- 2011年9月7日ソフトウェアの更新がなされた。
  - 2011年11月7日以降に実施予定の、音声ネットワーク最適化対応に伴うアップデート
- 2012年06月15日ソフトウェアの更新がなされた。
  - 渡航先によっては、国際設定が[自動]である場合に、 圏外となり国際サービスが利用できない場合がある。